# Kinesisk utflykt
Kinesisk utflykt är en roman av den finländska författaren Hagar Olsson. Den utgavs ursprungligen av Alberts Bonniers Förlag (Sverige) och Schildts (Finland) 1949. Därefter låg den i glömska under många år innan den 2011 utgavs på nytt av Rosenlarv Förlag med efterord av Eva Kuhlefelt.

## Handling
Kinesisk utflykt inleds med att det åldrande berättarjaget gör upp med skuggorna i sitt förflutna, mer specifikt skulden som berättarjaget känner inför dennes döda vänner/föräldrar.

## Stil
Kinesisk utflykt är en modernistisk roman. Den innehåller många drömsekvenser, symboliska och psykoanalytiska inslag och växlar ofta hastigt mellan dessa. Den innehåller också realistiskt memoarberättande och sagoberättade.

## Teman
Att möta sitt eget jag
I efterordet till 2011 års utgåva föreslår Eva Kuhlefelt att romanens övergripande tema är att möta sig själv. Hon skriver: Kinesisk utflykt handlar om att tvingas möta sitt eget jag, sina livslögner, sin skuld och sin sorg; att sammanfatta, knyta ihop och åstadkomma (skenbar) symmetri."
Kuhlefelt menar också att originalutgåvans omslag (gjort av Birger Kaipiainen), vilket föreställer två profiler som flyter ihop på mitten och inte går att skilja åt, förstärker romanens tema.

## Mottagande
När romanen utgavs 1949 fick den motta goda recensioner, både i Finland och i Sverige. När romanen gavs ut på nytt 2011 fick den ett negativt omdöme av Dagens Nyheters Martina Lowden. Hon skrev "Underbara Rosenlarv förlag brukar ha näsa för oförtjänt bortglömda böcker. Men ju längre in i ”Kinesisk utflykt” jag kommer, desto mer längtar jag ut ur den. Miljön där jaget konfronteras med sitt förflutna är ett dammigt orientalistiskt diorama från något etnografiskt museums vindsförråd, och språket är lika daterat – fullt av klichéer, visst, men klichéer som kommit ur bruk redan på fyrtiotalet."
I en recension i Hufvudstadsbladet beskrev Olof Enckell boken som ett av Hagar Olssons mest poetiskt förfinade verk. Han menade att det präglas av en ovanlig ton av inre harmoni, försoning och stilistisk balans, och att det utgör en möjlig vändpunkt i hennes författarskap. Enckell framhöll att den poetiska renheten och den djupa mänskliga undertonen skiljer sig från hennes tidigare mer polemiska texter, och att Kinesisk utflykt tydliggör den humanistiska grundhållning som genomsyrar Olssons verk.

## Utgåvor
- Kinesisk utflykt.. Stockholm: Bonnier. 1949. Libris 1403763
- Kinesisk utflykt. Helsingfors: Schildt. 1949. Libris 2203861
- Kinesisk utflykt. Stockholm: Bonnier. 1949. Libris 8394620
- Kinesisk utflykt ([Ny utg.] /efterord av Eva Kuhlefelt). Hägersten: Rosenlarv. 2011. Libris 11881078. ISBN 978-91-977935-3-7
- Kinesisk utflykt. Johanneshov: TPB. 2012. Libris 13415846

### Fotnoter
1. ↑  ”Kinesisk utflykt”. Libris.kb.se. http://libris.kb.se/hitlist?d=libris&q=Kinesisk+utflykt&f=simp&spell=true&hist=true&p=1. Läst 14 juni 2012.
2. 1 2 3  Paqvalén, Rita (20 juli 2011). ”Kinesisk utflykt”. Lysmasken.net. http://www.kiiltomato.net/hagar-olsson-kinesisk-utflykt/. Läst 14 juni 2012.
3. 1 2  Kuhlefelt (2011), s. 85
4. ↑  Lowden, Martina (24 mars 2011). ”Hagar Olsson: "Kinesisk utflykt"”. Dagens Nyheter. http://www.dn.se/dnbok/bokrecensioner/hagar-olsson-kinesisk-utflykt. Läst 14 juni 2012.
5. ↑  ”Hufvudstadsbladet  no 302, s. 7”. digi.kansalliskirjasto.fi. Hufvudstadsbladet. 25 november 1949. https://digi.kansalliskirjasto.fi/sanomalehti/binding/2287456?page=7. Läst 19 juni 2025.